# Иоганн I (герцог Баварии)
Иоганн I (нем. Johann I, 29 ноября 1329, Бавария — 21 декабря 1340, Ландсхут) — герцог Нижней Баварии (1339—1340).

## Биография
Иоганн был сыном нижнебаварского герцога Генриха XIV и Маргариты Богемской, дочери чешского короля Иоганна Люксембургского. Ещё ребёнком в 1335 году он был помолвлен с Елизаветой, дочерью польского короля Казимира III. Затем был проект брака Иоганна с дочерью пфальцграфа Рудольфа II. Однако в 1339 году все эти планы были отменены: его отец Генрих XIV помирился с императором Людвигом IV, и примирение скрепили женитьбой Иоганна на дочери Людвига — Анне.
Когда осенью 1339 года умер Генрих XIV, Людвиг IV стал регентом при малолетнем Иоганне. В следующем году Иоганн умер, и его земли перешли к Людвигу, в результате собравшему воедино всю Баварию.